# Лаврове (Роменський район)
Ла́врове — село в Україні, у Роменському районі Сумської області. Населення становить 85 осіб. Входить до складу Недригайлівської селищної громади. До 2016 року орган місцевого самоврядування — Хоружівська сільська рада.

## Географія
Село Лаврове знаходиться за 1,5 км від правого берега річки Біж. На відстані 1 км розташоване село Шматове. По селу протікає пересихаючий струмок з загатою.

## Історія
12 червня 2020 року, відповідно до розпорядження Кабінету Міністрів України № 723-р «Про визначення адміністративних центрів та затвердження територій територіальних громад Сумської області», село увійшло до складу Недригайлівської селищної громади.
19 липня 2020 року, в результаті адміністративно-територіальної реформи та ліквідації Недригайлівського району, село увійшло до складу новоутвореного  Роменського району.

## Населення

### Мова
Розподіл населення за рідною мовою за даними перепису 2001 року:
| Мова       | Кількість | Відсоток |
| ---------- | --------- | -------- |
| українська | 84        | 98.82%   |
| російська  | 1         | 1.18%    |
| Усього     | 85        | 100%     |